# Jindřich Libštejnský z Kolovrat
Jindřich Libštejnský z Kolovrat, také Jindřich Liebsteinský z Kolowrat (1570 – 6. března 1646) byl český šlechtic z rodu Kolovratů, který v pobělohorské době zastával nejvyšší zemské úřady Českého království.

## Původ
Narodil se jako syn Albrechta VI. Libštejnského z Kolovrat (1539–1586) a jeho třetí manželky Alžběty Kavkové z Říčan († 6. března 1585, pohřbena v Tochovicích). Jeho starší nevlastní bratři z otcova prvního manželství Jan (1550–1616) a Jaroslav (1553–1617) zastávali dvorské úřady u habsburského dvora.

## Kariéra

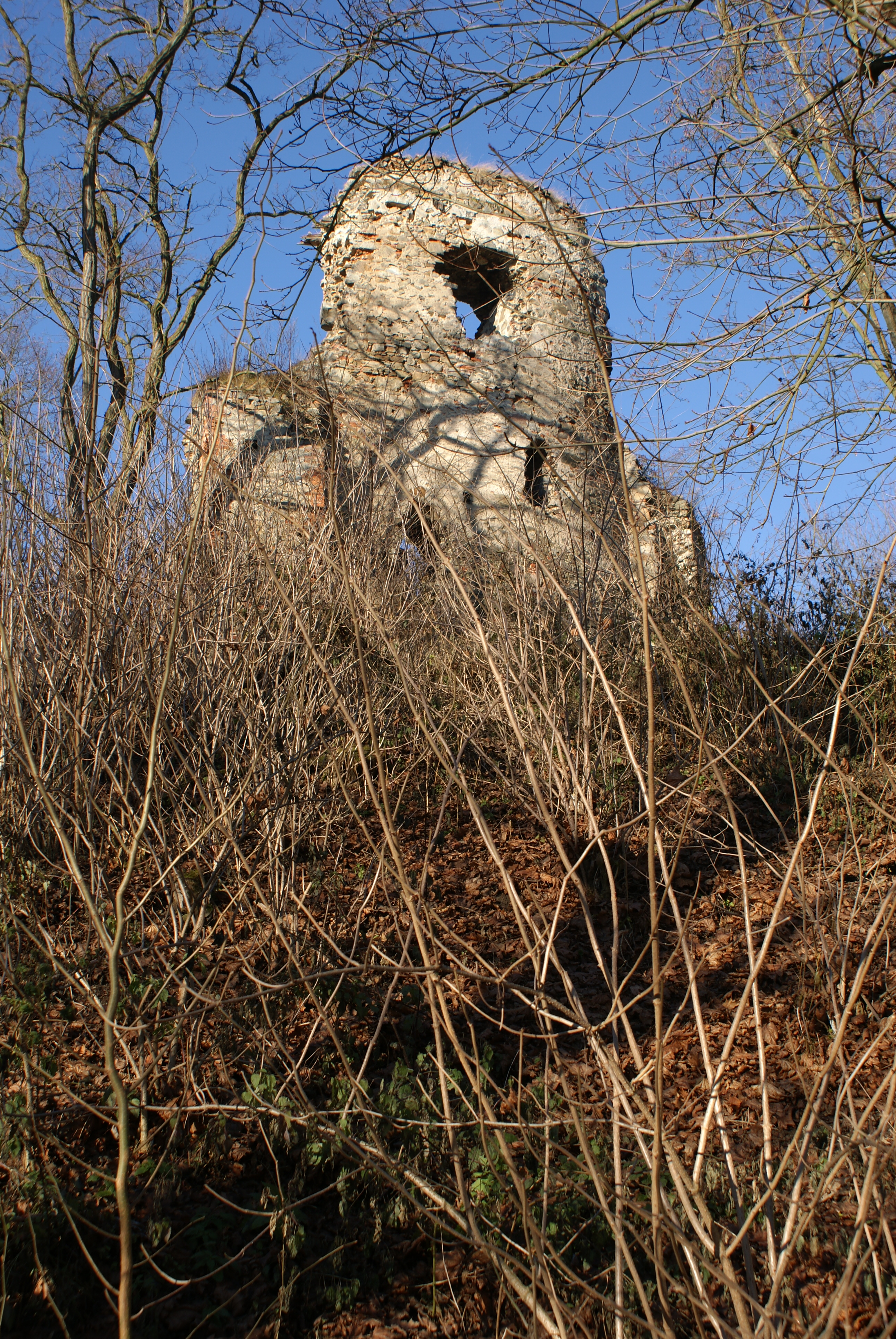
Zřícenina hradu Střela

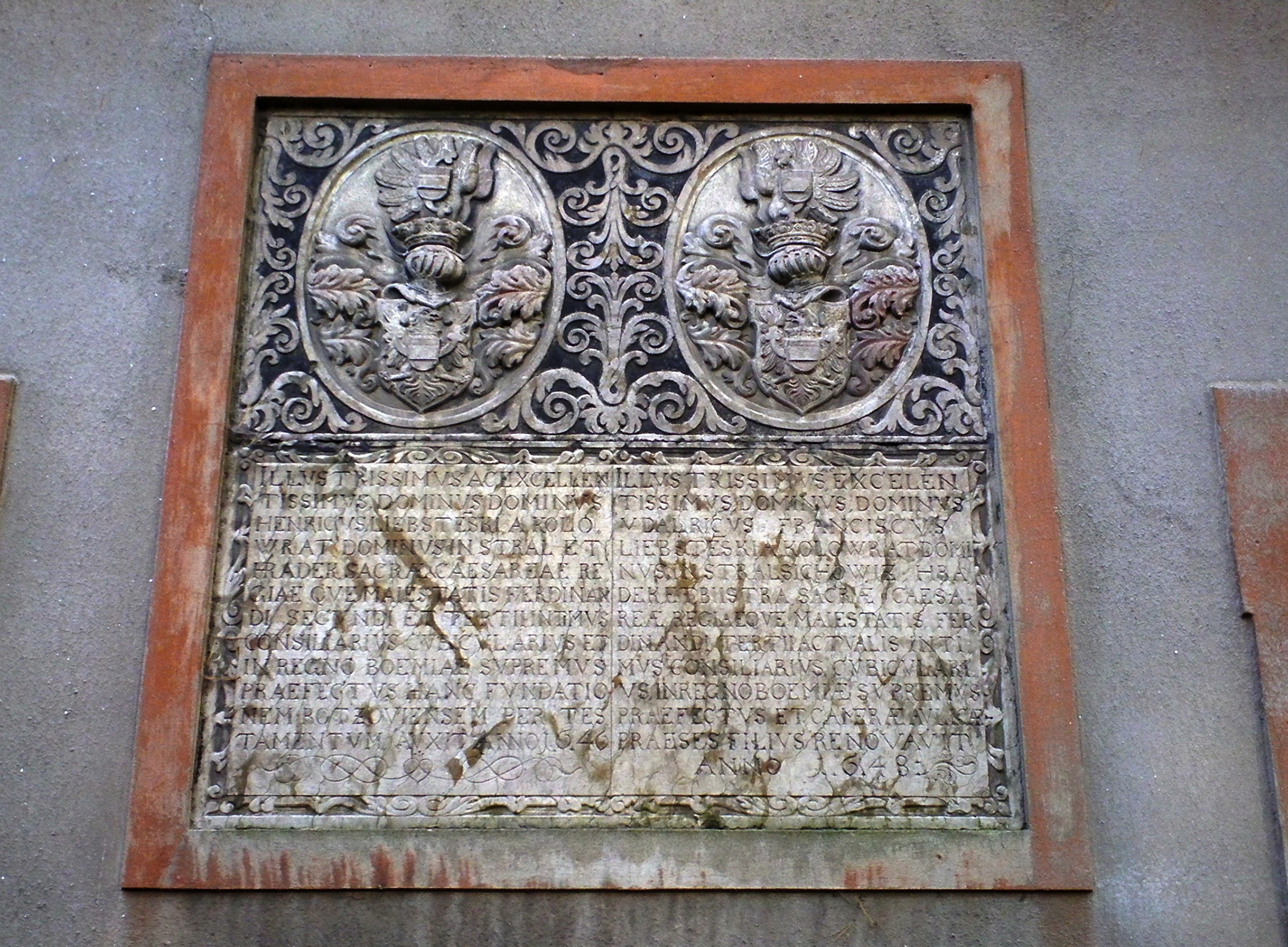
Pamětní deska se jmény Jindřicha a jeho syna Oldřicha Františka v Ročovském klášteře.

Jako mladý působil v armádě, kde v roce 1594 dosáhl hodnosti plukovníka. V roce 1603 se stal císařským radou, o deset let později působil jako hejtman Prácheňského kraje. Významnějším postem byl úřad královského hejtmana Nového Města pražského (1612–1617). V roce 1615 byl vrchním výběrčím daní.
V roce 1619 byl vypovězen z Čech, protože v době stavovského povstání zůstal věrný císaři. Jeho věrnost Habsburkům a katolická víra mu v pobělohorské době zajistily hvězdnou kariéru. V roce 1623 se stal nejvyšším dvorským sudím, v roce 1628 nejvyšším zemským sudím, v letech 1638–1643 byl nejvyšším zemským komorníkem a kariéru zakončil jako nejvyšší zemský hofmistr Českého království.
Jindřich podporoval augustiniánský klášter v Dolním Ročově, kde je umístěna pamětní deska s jeho jménem a jménem jeho syna Oldřicha Františka.
Zemřel 3. září 1646 a byl pochován v bazilice Nanebevzetí Panny Marie na Strahově v Praze.

## Rodina
Na Hradčanech se 13. února 1600 oženil s Alžbětou (Eliškou) z Lobkovic (1580 – 14. červen 1663 Žichovice, pohřbena v Praze) a měl s ní syna Oldřicha Františka (28. červenec 1607 Žichovice – 3. leden 1650 České Budějovice), který však otce přežil jen o čtyři roky.

## Majetek
Od roku 1603 vlastnil zámek Žichovice. V době třicetileté války z konfiskovaného majetku získal Střelu a Řepici.